# Aigua dura

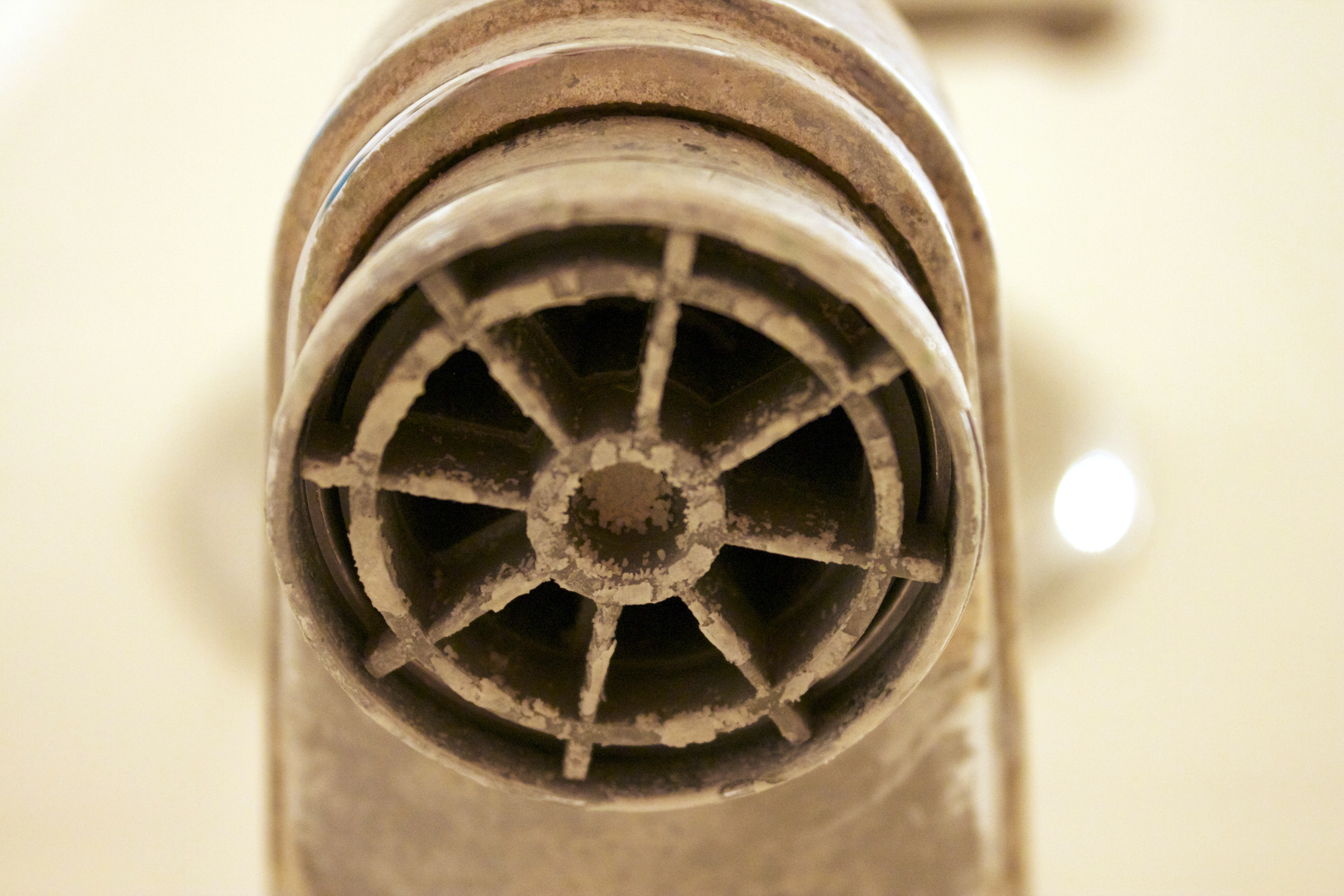
Una aixeta mostrant calcificació degut a l'ús daigua dura.

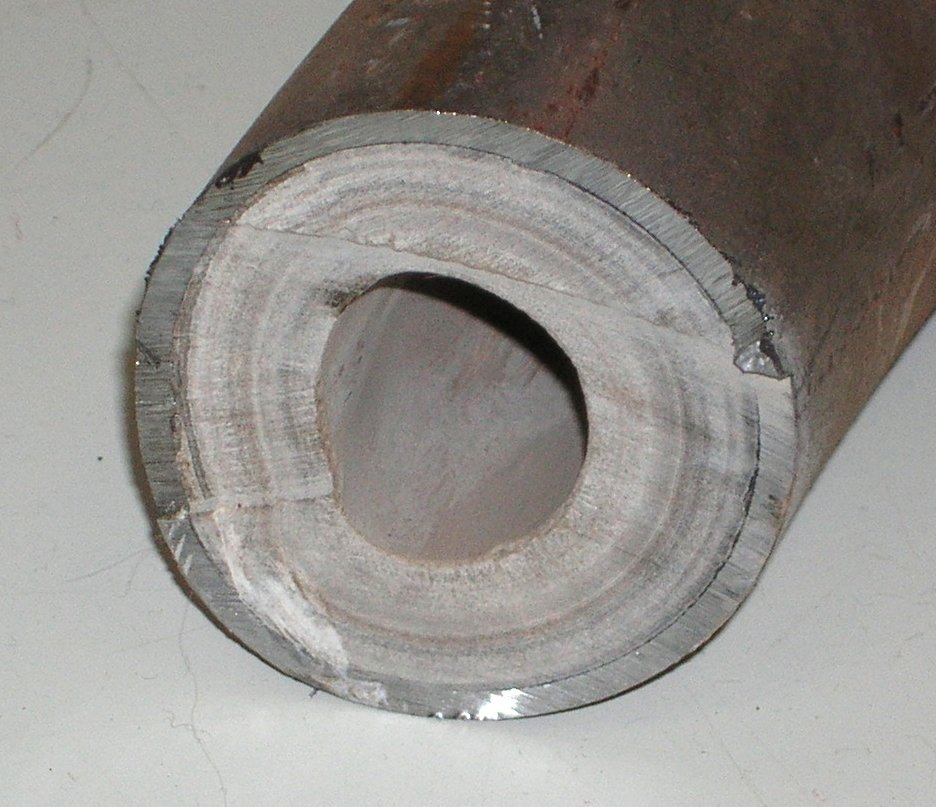
Acumulació de successives crostes calcàries concèntriques en una canonada deguda a l'aigua dura.

En química, l' aigua calcària o aigua dura -per contraposició a l'aigua tova- és aquella que conté un alt nivell de minerals, en particular sals de magnesi i calci. De vegades es dona com a límit per denominar una aigua com a dura una duresa superior a 120 mg / L CaCO₃.

## Orígens
L'aigua de pluja natural, la neu i altres formes de precipitació solen tenir baixes concentracions de cations multivalents com el calci i el magnesi. Poden tenir petites concentracions d'ions com el sodi, el clorur i el sulfat derivats de l'acció del vent sobre el mar. Quan la precipitació cau a les conques de drenatge formades per roques dures, impermeables i pobres en calci, només es troben concentracions molt baixes de cations multivalents i l'aigua s'anomena aigua tova. Alguns exemples inclouen Snowdonia a Gal·les i Western Highlands a Escòcia.
Les zones amb una geologia complexa poden produir diferents graus de duresa de l'aigua a distàncies curtes.

## Efectes
Amb l'aigua dura, les solucions de sabó formen un precipitat blanc (escuma de sabó) en lloc de produir escuma, perquè els ions 2+ destrueixen les propietats tensioactives del sabó formant un precipitat sòlid (l'escuma de sabó). Un component principal d'aquesta escòria és l'estearat de calci, que sorgeix de l'estearat de sodi, el component principal del sabó:
2 C 17 H 35 COO − (aq) + Ca 2+ (aq) → (C 17 H 35 COO) ₂ Ca (s)
Per tant, la duresa es pot definir com la capacitat de consum de sabó d'una mostra d'aigua, o la capacitat de precipitació del sabó com una propietat característica de l'aigua que impedeix la formació d'escuma de sabó. Els detergents sintètics no formen aquestes escumes.
Com que l'aigua suau té pocs ions de calci, no hi ha cap inhibició de l'acció d'escuma dels sabons i no es forma cap escuma de sabó en el rentat normal. De la mateixa manera, l'aigua suau no produeix dipòsits de calci en els sistemes d'escalfament d'aigua.
La presència d'ions en un electròlit, en aquest cas, aigua dura, també pot provocar corrosió galvànica, en la qual un metall es corroirà preferentment en contacte amb un altre tipus de metall, quan tots dos estan en contacte amb un electròlit. El fet de convertir de l'aigua dura en tova per intercanvi iònic no augmenta la seva corrosivitat per se. De la mateixa manera, quan s'utilitzen tubs de plom, l'aigua tova no augmenta substancialment la capacitat de dissoldre el plom.

## Tosca

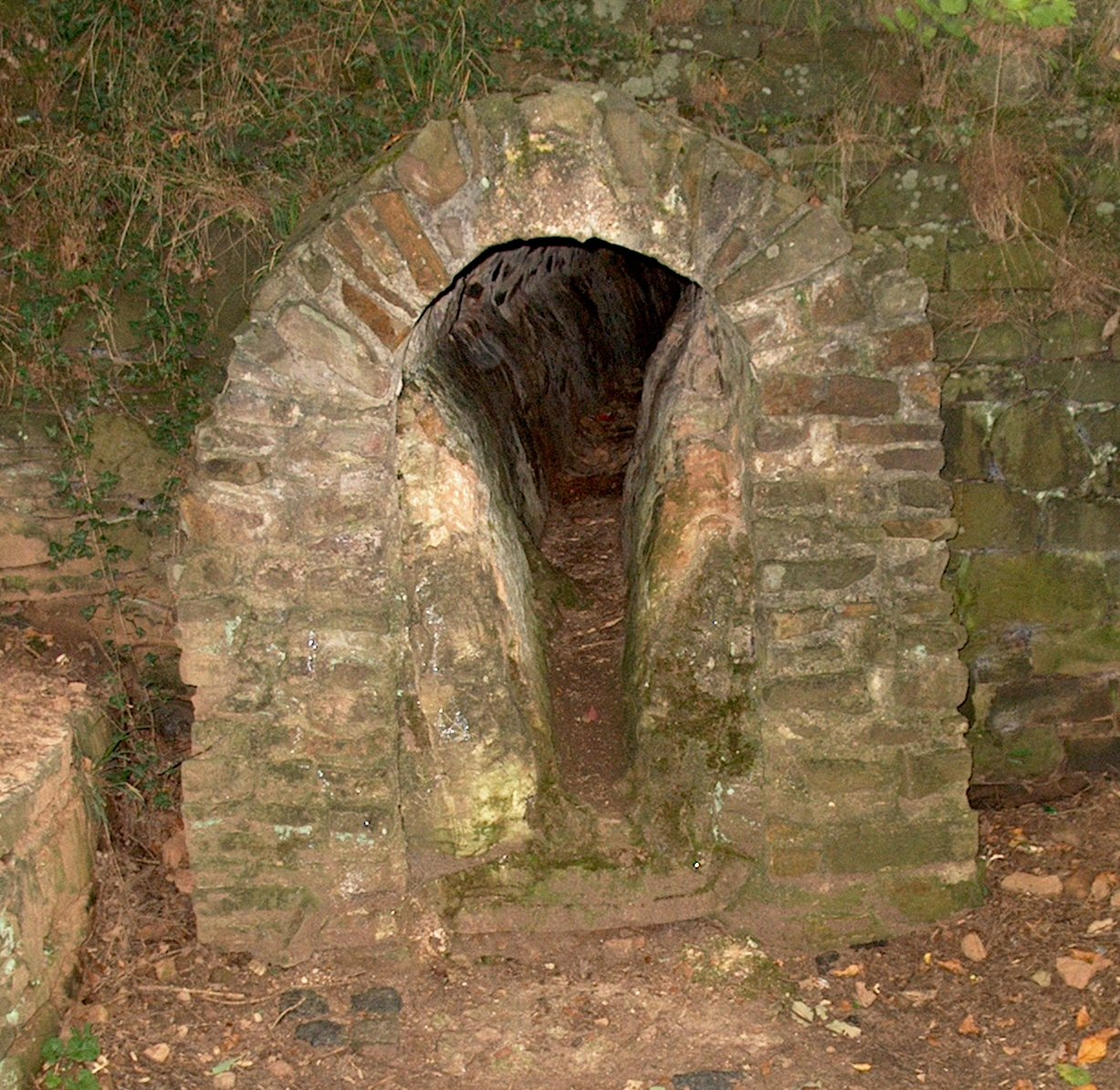
Una part de l'antic aqüeducte romà d'Eifel a Alemanya. Després d'estar en servei durant uns 180 anys, l'aqüeducte tenia dipòsits minerals de fins a 20 cm (8 in) de gruix al llarg de les parets.

L'aigua dura forma dipòsits que obstrueixen les canonades. Aquests dipòsits, anomenats " tosca ", estan compostos principalment per carbonat de calci (CaCO ₃), hidròxid de magnesi (Mg(OH) ₂) i sulfat de calci (CaSO ₄). Els carbonats de calci i magnesi tendeixen a dipositar-se com a sòlids blanquinosos a les superfícies interiors de canonades i intercanviadors de calor. Aquesta precipitació (formació d'un sòlid insoluble) és causada principalment per la descomposició tèrmica dels ions bicarbonat, però també passa en els casos en què l'ió carbonat es troba en concentració de saturació. L'acumulació d'escala resultant restringeix el flux d'aigua a les canonades. A les calderes, els dipòsits perjudiquen el flux de calor a l'aigua, reduint l'eficiència de la calefacció i permetent que els components metàl·lics de la caldera s'escalfin. En un sistema a pressió, aquest sobreescalfament pot provocar una fallada de la caldera. El dany causat pels dipòsits de carbonat de calci varia segons la forma cristal·lina, per exemple, calcita o aragonita.
A les piscines, l'aigua dura es manifesta amb un aspecte tèrbol o tèrbol (lletós), ja que els hidròxids de calci i magnesi són solubles en aigua. La solubilitat dels hidròxids dels metalls alcali-terrans als quals pertanyen el calci i el magnesi (grup 2 de la taula periòdica) augmenta al desplaçar-se per la columna. Les solucions aquoses d'aquests hidròxids metàl·lics absorbeixen el diòxid de carboni de l'aire, formant els carbonats insolubles, donant lloc a la terbolesa. Això sovint es deu al fet que el pH és excessivament alt (pH > 7.6). Per tant, una solució general per al problema és, mentre es manté la concentració de clor al nivell adequat, abaixar el pH mitjançant l'addició d'àcid clorhídric, el valor òptim es troba en el rang de 7,2 a 7,6.

## Coeficients
La duresa de l'aigua s'expressa normalment com a quantitat equivalent de carbonat de calci (encara que pròpiament aquesta sal no es trobi a l'aigua) i es calcula, genèricament, a partir de la suma de les concentracions de calci i magnesi existents (mil·ligrams) per cada litre daigua; que es pot expressar en concentració de CaCO ₃. És a dir:
Duresa (mg/l de CaCO ₃) = 2,50 [Ca ++ ] + 4,116 [Mg ++ ]. On:
- [Ca ++ ]: Concentració d'ió Ca ++ expressat en mg/l.
- [Mg ++ ]: Concentració d'ió Mg ++ expressat en mg/l.

Els coeficients s'obtenen de les proporcions entre la massa molecular del CaCO ₃ i les masses atòmiques respectives: 100/40 (per al Ca ++); i 100/24,3 (per al Mg ++).

## Tipus de duresa

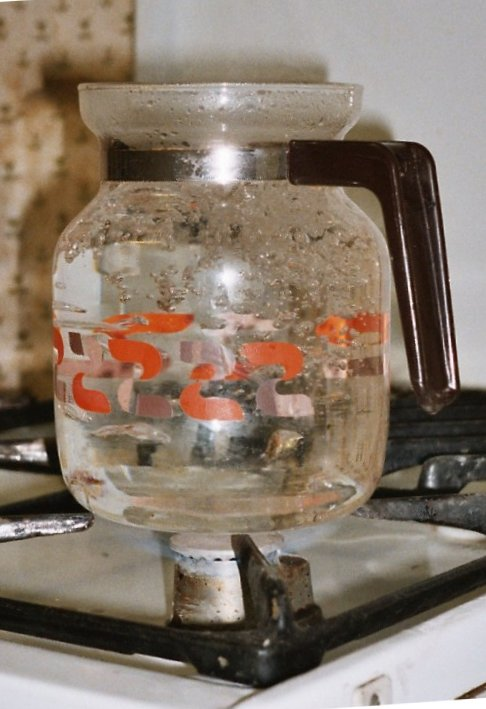
Aigua bullint.

En la duresa total de l'aigua es pot fer una distinció entre duresa temporal (o de carbonats) i duresa permanent (o de no-carbonats) generalment de sulfats i clorurs.

### Duresa temporal
La duresa temporal es produeix a partir de la dissolució de carbonats en forma d'hidrogen-carbonats i pot ser eliminada fent bullir l'aigua o per l'addició d'hidròxid de calci (Ca(OH)₂).
{\displaystyle {CaCO_{3}}{_{(s)}}+{H_{2}}{O}{_{(l)}}+{CO_{2}}{_{(g)}}{\rightleftharpoons }{Ca(HCO_{3})_{2}}{_{(aq)}}}
El carbonat de calci és menys soluble en aigua calenta que en aigua freda així que bullir (que contribueix a la formació de carbonat) es precipitarà el bicarbonat de calci fora de la solució, deixant l'aigua menys dura.
Els carbonats poden precipitar quan la concentració d'àcid carbònic s'altera, de manera que la duresa temporal disminueix, i si l'àcid carbònic augmenta pot augmentar la solubilitat de fonts de carbonats, com pedres calcàries, de manera que la duresa temporal augmenta. Tot això està relacionat amb el pH d'equilibri de la calcita i amb l'alcalinitat dels carbonats. Aquest procés de dissolució i precipitació és el que provoca les formacions d'estalagmites i estalactites.

### Duresa permanent
Aquesta duresa no pot ser eliminada en bullir l'aigua, la causa més corrent és la presència de sulfats i/o clorurs de calci i de magnesi a l'aigua, sals que són més solubles segons puja la temperatura, fins a certa temperatura, després la solubilitat disminueix a mesura que augmenta la temperatura.

## Mesures de duresa de l'aigua
Les mides de duresa o grau hidrotimètric de l'aigua són:
 mg/l CaCO ₃ o ppm de CaCO ₃
Mil·ligrams de carbonat càlcic (CaCO ₃) en un litre d'aigua; això és equivalent a ppm de CaCO ₃ .
Grau alemany (Deutsche Härte, °dH)
Equival a 17,8 mg/l CaCO ₃ .
Grau americà
Equival a 17,2 mg/l CaCO ₃ .
Grau francès (°fH)
Equival a 10,0 mg/l CaCO ₃ .
Grau anglès (°eH) o grau Clark
Equival a 14,3 mg/l CaCO ₃ .
La forma més comuna de mesura de la duresa de les aigües és per titulació amb EDTA. Aquest agent quelant permet valorar conjuntament el Ca i el Mg (a pH=10) o només el Ca (a pH=12), pels complexos que forma amb aquests cations.

### Classificació de la duresa de l'aigua
| Tipus d'aigua           | mg/l | °fH   | ºdH    | ºeH    |
| ----------------------- | ---- | ----- | ------ | ------ |
| Aigua tova              | ≤17  | ≤1,7  | ≤0,95  | ≤1,19  |
| Aigua lleument dura     | ≤60  | ≤6,0  | ≤3,35  | ≤4,20  |
| Aigua moderadament dura | ≤120 | ≤12,0 | ≤6,70  | ≤8,39  |
| Aigua dura              | ≤180 | ≤18,0 | ≤10,05 | ≤12,59 |
| Aigua molt dura         | >180 | >18,0 | >10,05 | >12,59 |

La classificació de l'aigua segons la duresa, segons l'escala de Merk, és la següent:
- De 0 a 79 mg CaCO ₃ /l, es considera aigua molt tova
- De 80 a 149 mg CaCO ₃ /l, es considera aigua tova
- De 150 a 329 mgCaCO ₃ /l, es considera aigua semi dura
- De 330 a 549 mgCaCO ₃ /l, es considera aigua dura
- Més de 550 mg CaCO ₃ /l, es considera aigua molt dura

## Piscines: Graus de duresa de l'aigua
Hi ha diferents índex establerts per a mesurar la duresa de l'aigua: 
- l'índex de saturació de Langelier,[13]
- l'índex d'estabilitat de Ryznar (RSI),[14]
- l'índex d'escala de Puckorius (PSI),
- l'índex Larson-Skold,[15]
- l'índex Stiff-Davis,[16]
- i l'índex Oddo-Tomson.[17]

## Índex de saturació de Langelier
L'índex de saturació de Langelier (de vegades anomenat índex d'estabilitat de Langelier) és un nombre calculat que s'utilitza per predir l'estabilitat del carbonat de calci de l'aigua. Indica si l'aigua precipitarà, es dissoldrà o estarà en equilibri amb el carbonat de calci. El 1936, Wilfred Langelier va desenvolupar un mètode per predir el pH al qual l'aigua està saturada en carbonat de calci (anomenat pH s).
El LSI s'expressa com la diferència entre el pH real del sistema i el pH de saturació:
LSI = pH (mesurat) − pH s
- Per a un LSI > 0, l'aigua està súper saturada i tendeix a precipitar una capa d'escala de CaCO ₃ .
- Per a un LSI = 0, l'aigua està saturada (en equilibri) amb CaCO ₃. Una capa d'escala de CaCO ₃ no es precipita ni es dissol.
- Per a un LSI < 0, l'aigua està poc saturada i tendeix a dissoldre CaCO ₃ sòlid.

Si el pH real de l'aigua està per sota del pH de saturació calculat, el LSI és negatiu i l'aigua té un potencial d'escala molt limitat. Si el pH real supera els pH, el LSI és positiu, i en estar sobresaturada amb CaCO ₃, l'aigua té tendència a formar incrustacions. En augmentar els valors positius de l'índex, el potencial d'escala augmenta.
A la pràctica, l'aigua amb un LSI entre -0,5 i +0,5 no mostrarà propietats de dissolució minerals ni de formació d'escala millorades. L'aigua amb un LSI inferior a -0,5 tendeix a mostrar una capacitat de dissolució notablement augmentada, mentre que l'aigua amb un LSI superior a +0,5 tendeix a mostrar propietats de formació de "tosca", notablement augmentades.
El LSI és sensible a la temperatura. El LSI es torna més positiu a mesura que augmenta la temperatura de l'aigua. Això té implicacions particulars en situacions en què s'utilitza aigua de pou. La temperatura de l'aigua quan surt per primera vegada del pou és sovint significativament inferior a la temperatura a l'interior de l'edifici que serveix el pou o al laboratori on es fa la mesura de l'LSI. Aquest augment de la temperatura pot provocar descamació, sobretot en casos com els escalfadors d'aigua calenta. Per contra, els sistemes que redueixen la temperatura de l'aigua tindran menys escala.

### Anàlisi de l'aigua
pH = 7,5
TDS = 320 mg/L
Calci = 150 mg/L (o ppm) com a CaCO ₃
Alcalinitat = 34 mg/L (o ppm) com a CaCO ₃

### Fórmula del LSI
LSI = pH − pHs
pH s = (9,3 + A + B) − (C + D)
on:
A =log10[TDS] − 110 = 0,15
B = −13,12 × log10 (°C + 273) + 34,55 = 2,09 a 25 °C i 1,09 a 82 °C
C = log10 [Ca2+ com CaCO₃ ] - 0,4 = 1,78 (Ca2+ com a CaCO₃ també s'anomena duresa del calci, i es calcula com 2,5[Ca2+ ])
D = log10 [alcalinitat com a CaCO₃ ] = 1,53

## Índex d'estabilitat de Ryznar (RSI)
L'índex d'estabilitat de Ryznar (RSI) :525utilitza una base de dades de mesures de gruix de tosca en sistemes d'aigua municipals per predir l'efecte de la química de l'aigua. :72
L'índex de saturació de Ryznar (RSI) es va desenvolupar a partir d'observacions empíriques de les taxes de corrosió i la formació de pel·lícules a les xarxes amb tubs d'acer. Es defineix com:
RSI = 2 pH s – pH (mesurat)
- Per a: 6,5 < RSI < 7 es considera que l'aigua està aproximadament en equilibri de saturació amb el carbonat de calci
- Per a: RSI > 8, l'aigua està poc saturada i, per tant, tendiria a dissoldre qualsevol CaCO ₃ sòlid existent
- Per a: RSI < 6,5 l'aigua tendeix a formar dipòsits de tosca

## Índex d'escala de Puckorius (PSI)
L'índex d'escala de Puckorius (PSI) utilitza paràmetres lleugerament diferents per quantificar la relació entre l'estat de saturació de l'aigua i la quantitat de calç dipositada.

## Eliminació de la duresa
Les operacions d'eliminació de duresa s'anomenen estovament o suavitzat d'aigües i es duen a terme amb un descalcificador.
La duresa pot ser eliminada utilitzant el carbonat de sodi (o de potassi) i calç. Aquestes substàncies causen la precipitació del Ca com a carbonat i del Mg com a hidròxid.
Un altre procés per a l'eliminació de la duresa de l'aigua és la descalcificació d'aquesta mitjançant resines d'intercanvi iònic. El més habitual és utilitzar resines d'intercanvi catiònic que intercanvien els ions calci i magnesi presents a l'aigua per ions sodi o altres que els intercanvien per ions hidrogen.
La duresa es pot determinar fàcilment mitjançant reactius. La duresa també es pot percebre pel gust de l'aigua. És convenient saber si l'aigua és aigua dura, ja que la duresa pot provocar dipòsits o incrustacions de carbonats en conduccions de rentadores, escalfadors, i calderes o a les planxes.
Si ja s'han format, es poden eliminar amb alguns productes anti-calç existents al mercat, encara que un mètode molt vàlid per aconseguir dissoldre els carbonats és aplicar un àcid feble (acètic, cítric, etc.) als dipòsits. Com a dada addicional per eliminar aquests residus d'alguna clau de bany, és bo fer servir una mica de vinagre blanc, si poden, submergir la peça al vinagre i deixar-la reposar de 20 a 30 minuts; serà suficient fregar amb una esponja, així s'evitarà ratllar el cromat d'aquests articles.

## Problemes de salut
Alguns estudis han demostrat que hi ha una feble relació inversa entre la duresa de l'aigua i les malalties cardiovasculars als barons, per sobre del nivell de 170 mg de carbonat de calci per litre a l'aigua. L'Organització Mundial de la Salut ha revisat les evidències i va concloure que les dades eren inadequades per permetre una recomanació sobre un nivell de duresa.
Una revisió posterior per František Kožíšek, MD, Ph.D. Institut nacional de la salut pública, República Txeca dona una bona descripció de l'assumpte, i inversament a l'OMS, dona algunes recomanacions per als nivells màxims i mínims de calci (40-80 mg/l) i magnesi (20-30 mg/l) en aigua potable, i d'una duresa total expressada com la suma de les concentracions del calci i del magnesi de 60-110 mg/L.